# Гортон, Эсшетон
Эсшетон Сент-Джордж Гортон (англ. Assheton St George Gorton; 1930 — 2014) — британский художник-постановщик, номинант на премии «Оскар» и BAFTA.

## Биография
Гортон родился 10 июля 1930 года в Лидсе в семье Невилла и Этель Гортонов. Его отец был священником, после рождения сына стал епископом Ковентри. Эсшетон учился в школе-интернате в Седберге, графство Камбрия. Гортон говорил, что детские воспоминания об Озёрном крае служили ему вдохновением в работе художника. Во время военной службы, которая проходила в Гонконге, Гортон решил, что хочет стать художником. После армии он изучал архитектуру в Королевском колледже Кембриджа. Там он занимался созданием декораций для театральных постановок. Обучение он продолжил в художественной школе Слейда в Лондоне.
В 1950-х годах Гортон пришёл работать на ITV, занимался созданием декораций для телевизионных постановок. Много лет он работал над телесериалом-антологией «Театр в кресле», специализировался на том, чтобы заставить маленькие декорации казаться больше при помощи специальных зеркал. В 1965 году Гортон ушёл работать в кино. Его первым проектом в качестве художника-постановщика был фильм «Сноровка... и как её приобрести» Ричарда Лестера, получивший Золотую пальмовую ветвь Каннского кинофестиваля. Гортон собственноручно нашёл для съёмок дом в стиле ар-деко, в котором жили главные герои, и основательно поработал над ним. Экстравагантные, сюрреалистические декорации присутствуют во многих ранних работах Гортона.
Следующей работой Гортона стал фильм Микеланджело Антониони «Фотоувеличение», вышедший на экраны в 1966 году. В нём художник использовал нехарактерные для того времени приёмы. Он не стремился создать реалистичную картинку, а напротив создавал в различных декорациях «цветовую симфонию» (по выражению Антониони). По просьбе режиссёра Гортон даже подкрашивал траву зелёной краской. Фильм также был удостоен Золотой пальмовой ветви в Каннах, а работа художника-постановщика была отмечена номинацией на премию BAFTA.
В фильме «Женщина французского лейтенанта» 1981 года Гортон умело в декорациях воссоздал 1867 год. Для этого он перекрашивал дома в историческом квартале Дорсета, а интерьеры строил сам, в точности подражая архитектору Чарльзу Войси, работы которого изучал в колледже. Работа над картиной принесла Гортону ещё одну номинацию на BAFTA, к которой добавилась также номинация на «Оскар».
В 1980-х Гортон работал над фильмами «Легенда» Ридли Скотта, где вновь использовал эффект увеличивающих зеркал для создания масштабных декораций, и «Революция» Хью Хадсона, в котором воссоздавал Америку времён войны за независимость. Последними работами Гортона в кино стали семейные фильмы студии Disney «101 далматинец» и «102 далматинца». Помимо работ в кино он занимался дизайном театральных декораций, а также писал и иллюстрировал книги для детей.
С 1970-х годов Гортон жил в Черчстоуке в Уэльсе. У него была жена Гайатри и трое детей: Стив, Барнаби и Софи. Эсшетон Гортон скончался 14 сентября 2014 года в возрасте 84 лет.

## Фильмография
| - 1965 — Сноровка... и как её приобрести — The Knack… and How to Get It - 1966 — Фотоувеличение — Blow-Up - 1968 — Чудо-стена — Wonderwall - 1968 — Блаженство миссис Блоссом — The Bliss of Mrs. Blossom - 1969 — Жилая комната — The Bed Sitting Room - 1969 — Чудотворец — The Magic Christian - 1971 — Захария — Zachariah - 1971 — Убрать Картера — Get Carter - 1972 — Флейтист-крысолов — The Pied Piper | - 1981 — Женщина французского лейтенанта — The French Lieutenant’s Woman - 1985 — Легенда — Legend - 1985 — Революция — Revolution - 1989 — Заблудшие ангелы — Lost Angels - 1991 — Для наших ребят — For the Boys - 1995 — Роб Рой — Rob Roy - 1996 — 101 далматинец — 101 Dalmatians - 2000 — Тень вампира — Shadow of the Vampire - 2000 — 102 далматинца — 102 Dalmatians |